# Nathan Birnbaum
Nathan Birnbaum (în ebraică נתן בירנבוים; pseudonime: „Mathias Acher”, „Dr. N. Birner”, „Mathias Palme”, „Anton Skart”, „Theodor Schwarz” și „Pantarhei”) (n. 16 mai 1864, Viena, Imperiul Austriac – d. 2 aprilie 1937, Scheveningen, Haga, Olanda de Sud, Țările de Jos) a fost un scriitor și jurnalist austriac, gânditor și naționalist evreu. Viața lui a avut trei faze principale, care reprezintă o progresie în gândirea lui: o fază sionistă (c. 1883 – c. 1900); o fază a autonomiei culturale evreiești (c. 1900 – c. 1914), care a inclus promovarea limbii idiș; și o fază religioasă (c. 1914-1937) când a revenit la iudaismul ortodox și a devenit un antisionist fervent.
S-a căsătorit cu Rosa Korngut (1869-1934) și a avut trei fii: Solomon (Salomo) Birnbaum (1891-1989), Menachem Birnbaum (1893-1944) și Uriel Birnbaum (1894-1956).

## Primii ani
Birnbaum s-a născut la Viena, într-o familie evreiască est-europeană cu rădăcini în Galiția Austriacă și în Ungaria. Tatăl său, Menachem Mendel Birnbaum, un negustor, provenea din Ropshitz, Galiția, iar mama sa, Miriam Birnbaum (născută Seelenfreund), care se născuse în nordul Ungariei (într-o regiune numită uneori Rusia Carpatică) într-o familie ce se trăgea dintr-o linie rabinică ilustră, s-a mutat pe când era copil la Tarnow, Galiția, unde cei doi s-au întâlnit și s-au căsătorit.
Între anii 1882 și 1886 Birnbaum a studiat dreptul, filosofia și istoria Orientului Apropiat la Universitatea din Viena.

## Susținător al sionismului
În 1883, la vârsta de 19 ani, el a fondat Kadimah, prima asociație a studenților evrei (sioniști) din Viena, cu mulți ani înainte ca Theodor Herzl să devină principalul purtător de cuvânt al mișcării sioniste. În timp ce era încă student, el a fondat și a publicat periodicul Selbstemanzipation!, adesea scris în mare parte chiar de Birnbaum. Acolo a folosit pentru prima dată termenii de „sionistic”, „sionist”, „sionism” (1890) și „sionism politic” (1892).
Birnbaum a avut un rol important la Primul Congres Sionist (1897), unde a fost ales secretar-general al Organizației Sioniste Mondiale. El a fost asociat cu și a fost unul dintre cei mai importanți reprezentanți ai sionismului cultural, mai degrabă decât al sionismului politic. Cu toate acestea, el a părăsit Organizația Sionistă Mondială la scurtă vreme după Congres. El a fost nemulțumit de perspectiva negativă a organizației față de Diaspora Evreiască și de transformarea idealurilor sioniste într-o mașinărie politică.
În următoarea perioadă a susținut autonomia culturală a evreilor sau naționalismul Golus, concentrându-se în special asupra evreilor din Europa de Est. El a pledat ca evreii să fie recunoscuți ca unul dintre popoarele imperiului, având limba idiș ca limbă oficială. El a candidat (în orașul Buczacz din estul Galiției) pentru un post de deputat în Parlamentul Austriac ca reprezentant al evreilor (și cu sprijinul localnicilor ucraineni). Deși a obținut majoritatea voturilor, alegerea lui a fost contracarată de facțiunea poloneză locală ca urmare a vicierii procesului electoral.
El a fost principalul organizator al Conferinței pentru promovarea limbii idiș care a avut loc la Cernăuți în perioada 30 august – 3 septembrie 1908. Aceasta a fost prima conferință pentru promovarea limbii idiș care a fost organizată vreodată. În cadrul conferinței, el i-a luat locul colegului și activistului idișist Șalom Aleihem care era grav bolnav.
Începând de prin anul 1912, Birnbaum a devenit din ce în ce mai interesat de iudaismul ortodox și a devenit un evreu ortodox cam prin 1916. El a continuat să acționeze în special ca avocat pentru evreii din Europa de est și pentru folosirea limbii idiș. Între 1919 și 1922 a fost secretar general al Agudas Yisroel, o organizație evreiască ortodoxă destul de răspândită și influentă. A fondat societatea „Olim” (termenul ebraic pentru „ascendenți”), o societate cu un program specific de acțiune dedicat ascensiunii spirituale a poporului evreu.

## Ultimii ani
Birnbaum a deplâns sionismul politic în 1919:
Și este posibil ca noi, care considerăm iudaismul drept singura noastră comoară, să fim în stare să concurăm cu astfel de demagogi experți și de promotori vocali ca ei [sioniștii]? Cu siguranță nu este necesar ca noi să facem asta. Suntem încă, la urma urmei, munții și ei grăunțele și tot ce trebuie să facem este să ne adunăm toate forțele într-o organizație mondială a evreilor religioși și vom avea puterea, fără să apelăm la o mare viclenie politică, să prevenim ceea ce trebuie prevenit și să realizăm ceea ce trebuie realizat. Dar nu este nevoie în primul rând să înființăm această organizație mondială a evreilor religioși. Ea există deja. Lumea îi cunoaște numele, el este Agudas Yisroel [Uniunea Israelului].
El a continuat să scrie și să țină coferințe. Cea mai cunoscută scriere din această perioadă a vieții sale a fost „Gottes Volk”, 1918 (limba germană), „God's Folk”, 1921 (idiș), tradusă în ebraică ca „Am Hashem” (1948).
În 1933, în perioada ascensiunii la putere a naziștilor, Birnbaum și soția lui, împreună cu fiul lor Menachem (de meserie artist) și cu familia lor, care locuiau cu toții la Berlin în acel moment, au fugit la Scheveningen, Țările de Jos, cu ajutorul omului de afaceri și diplomatului Henri B. van Leeuwen (1888-1973). Acolo, Birnbaum, van Leeuwen și bancherul Daniel Wolfe au publicat ziarul antisionist Der Ruf („Chemarea”). (Menachem și familia lui au fost uciși de naziști în 1944.) În același timp, fiul lor, Solomon (profesor de limba idiș și de paleografie ebraică) a fugit cu familia lui de la Hamburg în Anglia. Celălalt fiu, Uriel, poet și artist, și familia sa au fugit din Viena către Țările de Jos în 1939. Van Leeuwen, de asemenea, un evreu ortodox, a devenit un lider antisionist neerlandez și a supraviețuit deportării în lagărul Bergen-Belsen.
Birnbaum a murit în Scheveningen în 1937, după ce a fost lungă perioadă grav bolnav.

## Lucrări publicate
- "In bondage to our fellow Jews", 1919, from Nathan Birnbaum, Series of Essays on Agudas Yisroel, London, 1944, reproduced in Michael Selzer, editor, Zionism Reconsidered, Macmillan, Londra, 1970.
- Selbstemanzipation! Periodic. Viena, 1885-1894. (ed., numerous articles). See above in text.
- Die jüdische Moderne; (Schulze) Leipzig, 1896,
- Ausgewählte Schriften zur jüdischen Frage, 2 Bände, 1910.
- Den Ostjuden Ihr Recht!; (Löwit) Viena, 1915,
- Gottes Volk; (Löwit) Vienna, 1918,
- Um die Ewigkeit. Jüdische Essays; (Welt) Berlin, 1920,
- Im Dienste der Verheissung, Frankfurt 1927.
- Der Aufstieg (periodic); Berlin și Viena, ianuarie 1930 - decembrie 1932.
- Solomon A. Birnbaum (ed): The Bridge, Londra, 1956.
- Confession, New York, 1946. Traducere (prescurtată) a Gottes Volk.
- From Freethinker to Believer, în: Lucy Dawidowicz: The Golden Tradition, New York, 1967. Traducere a Vom Freigeist zum Glaubigen, Zürich, 1919.
- Shloimy Birnboim (ed) Ais Laasys - Giklibene Ksuvim fun Nusn Birnboim, Lodz, 1939. (Yiddish). Eseuri alese.
- Die Freistatt (periodic). Eschweiler, 1913-1914. Numeroase articole.
- An'iberblik iber maan lebn in: Orlean, Y.L. and Hasofer, N. (eds):Yubileyum Bukh zum zektsiktn Giburtstug fun Dr. Nusn Birnboim. Yeshurun, Varșovia, 1925. Yiddish.